# Gregorio Prieto
Gregorio Prieto   (Valdepeñas, 2 de maig de 1897 - Valdepeñas, 14 de novembre de 1992) fou un pintor i poeta manxec de la Generació del 27.

## Biografia
El 1915 estudia a l'Acadèmia de Belles Arts de San Fernando. Obté diverses beques i fa les seves primeres exposicions a Barcelona i Madrid. La seva primera exposició individual té lloc a l'Ateneo de Madrid el 1919.
La seva relació amb els principals exponents de la Generació del 27 a Madrid i els contactes amb les avantguardes europees de l'època van marcar la seva formació artística. Rafael Alberti, Luis Cernuda, Federico García Lorca o Vicente Aleixandre són alguns dels artistes amb qui manté correspondència i amistat. Viatja, estudia i exposa a París, Roma, Grècia i Egipte, i en començar la guerra civil espanyola es refugia a Anglaterra. Resideix a Londres fins al 1949 i hi conviu amb el poeta Luis Cernuda. En aquests anys realitza els decorats de La zapatera prodigiosa de Lorca i de Canción de Cuna de Gregorio Martínez Sierra i col·labora amb la BBC com a crític d'art a més de destacar com a retratista (Winston Churchill, Miguel de Unamuno, Federico García Lorca, José Ortega y Gasset, Antonio Machado, Greta Garbo, Bette Davis, Luis Cernuda, etc.)
La seva faceta com a il·lustrador destaca amb les edicions dedicades a Shakespeare i a John Milton, i els poemaris Mundo a Solas de Vicente Alexaindre y Poesía de hoy en España. Gregorio Prieto va ser també el fundador de l'Asociación de Amigos de los Molinos i gràcies a ell i la seva iniciativa es conserven avui molts molins a la Manxa, Mallorca o Andalusia. L'Ajuntament de Valdepeñas el va recompensar amb la construcció d'un molí de vent, el més gran de tot el món, que porta el nom de Gregorio Prieto i mostra part de la seua obra. També en la seua ciutat natal podem trobar la Fundación Gregorio Prieto, inaugurada pel Rei Joan Carles I en una antiga casa amb pati interior que conserva el llegat d'aquest pintor.
La seva obra passa per diverses èpoques que el fan anar del collage més Kitsch al paisatge més academicista o a les seues pintures i dibuixos homoeròtics.
El 1982 rep la Medalla d'Or al Mèrit en les Belles Arts. Anys després rep la Medalla d'Or de la Junta de Comunidades de Castilla-La Mancha, és nomenat Acadèmic Honorari de la Real Escuela de Bellas Artes de San Fernando (1990) i mor dos anys després amb 95 anys.